# Anole azul
O anole azul (Anolis gorgonae) é uma espécie de lagarto da família Dactyloidae. A. gorgonae pertence ao gênero Dactyloa, que são todos altamente arborícolas, mas diferem em tamanho, coloração e preferências de poleiro. O anole azul ocupa especificamente poleiros mais altos.  É uma espécie pequena que está " quase ameaçada " e é encontrada apenas na ilha de Gorgona, no Pacífico colombiano.

## Habitat
O habitat natural preferido de A. gorgonae é a floresta, em altitudes que vão do nível do mar até 100 m.

## Descrição
Ambos os sexos de A. gorgonae são geralmente azul puro, o que é muito raro em lagartos. A barbela do macho é totalmente branca. Pelo menos alguns indivíduos apresentam uma série de manchas escuras e mosqueadas na cabeça e no pescoço. O anole azul é único entre todos os anoles por causa de sua cor azul brilhante e seu tamanho menor, além de ser mais fino que outros Dactyloa. O anole azul é encontrado principalmente em áreas habitadas da ilha, onde é visto em galhos abertos das árvores. Também gosta de ficar nos troncos das árvores.

## Reprodução
A. gorgonae é ovíparo.

## Estado de conservação
Devido ao ambiente isolado e à natureza evasiva de A. gorgonae, que vive principalmente em florestas tropicais altas, tem sido difícil estimar com precisão sua população. Ele geralmente é vítima do lagarto basilisco ocidental introduzido e também pode ser vítima de ratos, gatos e macacos-prego introduzidos. A maior quantidade de danos ao seu habitat ocorreu quando uma prisão foi construída na década de 1950, mas desde 1984 toda a ilha é um parque nacional protegido. Foi proposto que alguns indivíduos poderiam ser capturados para um programa de reprodução em cativeiro.